# 张市镇
张市镇，是中华人民共和国河南省開封市尉氏县下辖的一个乡镇级行政单位。

## 行政区划
张市镇下辖以下地区：
张市村、石潭村、南谢村、北谢村、郑岗村、郭家村、沈家村、小寨村、东万村、西万村、冯岗村、沙门村、边岗村、崔庄村、孔庄村、尹庄村、刘庄村、前大庄村、后大庄村、王老村、高庄村、老集村、吴岗村、陆口村和坡庄村。